# Renaissance Hotel Tianjin
Le Renaissance Hotel Tianjin est un gratte-ciel de 203 mètres construit en 2002 à Tianjin en Chine. L'immeuble abrite un hôtel.